# معاملة المثليين في ليبيريا
يواجه الأشخاص من المثليين والمثليات ومزدوجي التوجه الجنسي والمتحولين جنسياً (اختصاراً: LGBT) في ليبيريا تحديات قانونية واجتماعية لا يواجهها غيرهم من المغايرين جنسيا. يعتبر النشاط الجنسي بين الرجال وبين النساء قانونيا في ليبيريا، ويواجه الأشخاص من مجتمع المثليين وصمة عار بين السكان. كما أن المنازل التي يعيش فيها الشركاء المثليون غير مؤهلة للحصول على نفس الحماية القانونية المتاحة للأزواج المغايرين، مع وجود عدة تقارير تتحدث عن مستوى عالي من التمييز والانتهاكات ضد مجتمع المثليين.

## قانونية النشاط الجنسي المثلي
يجرم الفرع دال (المتعلق بالجرائم الجنسية) من الفصل 14 من قانون العقوبات في ليبيريا السدومية الطوعية، على النحو التالي:
القسم 14.74. السدومية الطوعية. الشخص الذي ينخرط في الاتصال الجنسي المنحرف تحت ظروف غير مذكورة في القسم 14.72 [فيما يتعلق بالسدومية اللاإرادية المشددة] أو 14.73 [المتعلق بالسدومية غير الطوعية] ارتكب جنحة من الدرجة الأولى.
القسم 14.79. التعاريف المتعلقة بالأقسام المتعلقة بالجرائم الجنسية ضد الشخص. في هذا الفصل الفرعي:
(أ) يحدث «الجماع الجنسي» عند الاختراق، مهما كان طفيفًا؛ القذف غير مطلوب؛
(ب) يُقصد ب«الاتصال الجنسي المنحرف» الاتصال الجنسي بين البشر الذين ليسوا زوجا وزوجة أو الذين يعيشون معاً كرجل وزوجة رغم أنهم غير متزوجين قانونًا، ويتكون ذلك من اتصال بين القضيب والشرج والفم والقضيب أو الفم والفرج.
(ج) «الاتصال الجنسي» يعني أي لمس للأجزاء الجنسية أو الأجزاء الحميمة الأخرى للشخص لغرض إثارة الرغبة الجنسية أو إرضائها.
يحدد الفصل 50 من قانون العقوبات الليبيري العقوبات على انتهاك القوانين السابقة:
القسم 50.7. الحكم بالسجن لجنحة. يجوز الحكم على الشخص الذي أدين بالجنحة بالسجن لمدة تهم:
(أ) بالنسبة للجنحة من الدرجة الأولى، إلى أن تكون المدة المحددة للسجن محددة من قبل المحكمة في مدة لا تزيد عن سنة واحدة....
القسم 50.9. غرامات مرخصة الرد. 1. بالنسبة للأفراد. باستثناء ما هو منصوص عليه صراحةً، ورهناً بالقيود الواردة في الفقرة 3، يجوز الحكم على الشخص الذي أدين بارتكاب جريمة بدفع غرامة لا تتجاوز:

(ج) بالنسبة للجنحة من الدرجة الأولى، 1000 دولار [ليبيري] [8.87 دولار أمريكي]، أو ضعف المكاسب التي حققها المدعى عليه؛
القسم 50.10. فرض غرامات. 1. القدرة على الدفع. عند تحديد مبلغ وطريقة دفع الغرامة، تقوم المحكمة، بقدر الإمكان، بربط الغرامة بالعبء الذي يفرضه الدفع في ضوء الموارد المالية للمدعى عليه. ...
2. الغرامة وحدها. عندما يكون أي تصرف آخر مرخصًا به من قبل النظام الأساسي، لا يجوز للمحكمة أن تصدر حكمًا على الفرد بدفع غرامة إلا إذا نظرنا إلى طبيعة وظروف الجريمة وتاريخ وشخصية المدعى عليه، ترى أن الغرامة وحده سوف يكفي لحماية الجمهور.
3. الغرامة بالإضافة إلى عقوبة السجن. لا يجوز للمحكمة أن تصدر حكمًا على المدعى عليه بدفع غرامة بالإضافة إلى عقوبة السجن أو الاختبار ما لم:
(أ) حصل المدعى عليه على ربح مالي من الجريمة؛ أو
(ب) ترى المحكمة أن الغرامة يتم تكييفها خصيصًا لردع الجريمة المعنية.

### مشاريع القوانين في عام 2012
رداً على محاولة لتقديم التماس إلى الهيئة التشريعية الليبيرية لحماية حقوق السكان من مجتمع المثليين، صرح رئيس مجلس النواب، أليكس تايلر، للصحفيين في يناير 2012 أن زملائه نددوا بالفعل بهذا الجهد. «أنا ميثودي وتقليدي. لن أؤيد أبداً مشروع قانون المثليين لأنه يضر ببقاء البلد». كما حذر من أن أي مشروع قانون لحقوق المثليين الذي يتم تقديمه في المجلس «سيتم طرحه في» نهر دو أو نهر موننسيرادو.
في فبراير 2012، تقدمت السناتورة جويل هاورد تايلور، الزوجة السابقة للرئيس السابق تشارلز تايلور، بتشريع يجعل العلاقات الجنسية المثلية جناية من الدرجة الأولى مع عقوبة الإعدام القصوى. تم تقديم مشروع قانون مماثل في مجلس النواب من قبل كلارنس ماساكوي في أوائل فبراير 2012 باستثناء أن الجريمة ستكون جناية من الدرجة الثانية.
في رسالة إلى صحيفة الغارديان طُبعت في 23 مارس 2012، قال السكرتير الصحفي لرئاسة ليبيريا، جيرولينميك ماثيو بياه،
لقد فشلت مقالك... في تصوير موقف الرئيسة إلين جونسون سيرليف على التشريعات المزعومة في المثلية الجنسية. لا يوجد قانون يشير إلى المثلية الجنسي في ليبيريا، لذلك لا يمكن أن تدافع عن قانون المثلية الجنسية. إنها مسجلة كقولها... إن أي قانون يُعرض عليها فيما يتعلق بالمثلية الجنسية سيتم نقضه. وهذا ينطبق أيضًا على محاولة اثنين من أعضاء المجلس التشريعي الليبيري لإدخال قوانين أكثر صرامة تستهدف المثلية الجنسية. لذلك من المخيب للآمال أن نراكم تفيدون بأن الرئيسة سيرليف تدافع عن القوانين التي تجرم المثلية الجنسية. وتعتقد هي وحكومتها أن القانون الحالي للممارسات الجنسية يعالج بما فيه الكفاية مخاوف غالبية الليبريين ويضمن احترام القيم التقليدية. والحقيقة هي أن الوضع الراهن في ليبيريا كان حالة تسامح، ولم تتم مقاضاة أي شخص على الإطلاق بموجب هذا القانون.
في 20 يوليو 2012، صوت مجلس الشيوخ الليبيري بالإجماع على سن تشريع لحظر وتجريم زواج المثليين. في وقت لاحق من شهر يوليو، أطلقت منظمة ملك جمال العالم المثلي التماسًا عبر الإنترنت لإبطال جائزة نوبل للسلام من سيرليف إذا وقعت على هذا التشريع. فشل مشروع القانون في النهاية ولم يتم التصويت عليه في مجلس النواب.

## ظروف الحياة
وجد تقرير حقوق الإنسان الصادر عن وزارة الخارجية الأمريكية عام 2012 أنه:
تعارض الثقافة بشدة المثلية الجنسية. ... كان الأشخاص من مجتمع المثليين [في عام 2012] حذرين بشأن الكشف عن هوياتهم الجنسية، وكذلك عملت المجموعات التي تدعم حقوق المثليين بهدوء بسبب الخوف من الانتقام. ... كانت هناك تقارير من الصحافة والمجتمع المدني عن مضايقة أشخاص يُعتبرون بأنهم من مجتمع المثليين، ولكن لم يتم توثيق أي منهم رسميًا. ربما تكون وصمة العار المجتمعية والخوف من الانتقام الرسمي قد منعت الضحايا من الإبلاغ عن العنف أو التمييز على أساس التوجه الجنسي أو الهوية الجندرية. في أكتوبر [،] رفض أحد ضباط إنفاذ القانون التحقيق في مزاعم ضرب رجل مثلي الجنس. ألقت الشرطة القبض على رجل مثلي زعم النشطاء أن [الشرطة الوطنية الليبيرية] ... أو غيرها من وكالات إنفاذ القانون استهدفت أو ضايقت من يعتقد أنهم من مجتمع المثليين.
في عام 2012، تم تأسيس حركة الدفاع عن المثليين والمثليات في ليبيريا (بالإنجليزية: Movement for the Defense of Gays and Lesbians in Liberia)‏، برئاسة آريشي بونبون. لكن الحكومة الليبيرية رفضت طلب الحركة للتسجيل، وواجه بونبون رد فعل عنيف على جهوده. تم حرق منزل والدته. بعد التحدث لصالح حقوق المثليين في الإذاعة العامة في مونروفيا في أوائل مارس 2012، واجهته مجموعة من الناس العنيفين وهو يغادر محطة الإذاعة. تدخلت الشرطة لحماية بونبون من الأذى.

## ملخص
| قانونية النشاط الجنسي المثلي                                                                  | (العقوبة: السجن لمدة تصل إلى سنة واحدة وغرامة أو كلاهما) |
| المساواة في السن القانوني للنشاط الجنسي                                                       | No                                                       |
| قوانين مكافحة التمييز في التوظيف                                                              | No                                                       |
| قوانين مكافحة التمييز في توفير السلع والخدمات                                                 | No                                                       |
| قوانين مكافحة التمييز في جميع المجالات الأخرى (تتضمن التمييز غير المباشر، خطاب الكراهية)      | No                                                       |
| قوانين مكافحة أشكال التمييز المعنية بالهوية الجندرية                                          | No                                                       |
| زواج المثليين                                                                                 | No                                                       |
| الاعتراف القانوني بالعلاقات المثلية                                                           | No                                                       |
| تبني أحد الشريكين للطفل البيولوجي للشريك الآخر                                                | No                                                       |
| التبني المشترك للأزواج المثليين                                                               | No                                                       |
| يسمح للمثليين والمثليات ومزدوجي التوجه الجنسي والمتحولين جنسيا بالخدمة علناً في القوات المسلحة | No                                                       |
| الحق بتغيير الجنس القانوني                                                                    | No                                                       |
| علاج التحويل محظور على القاصرين                                                               | No                                                       |
| الحصول على أطفال أنابيب للمثليات                                                              | No                                                       |
| الأمومة التلقائية للطفل بعد الولادة                                                           | No                                                       |
| تأجير الأرحام التجاري للأزواج المثليين من الذكور                                              | (غير قانوني للأزواج المغايرين كذلك)                      |
| السماح للرجال الذين مارسوا الجنس الشرجي التبرع بالدم                                          | No                                                       |